# Hans Lachenmann
Hans Lachenmann (* 11. Dezember 1927 in Waiblingen; † 26. August 2016 in Crailsheim) war evangelischer Theologe und Kirchenrat der Evangelischen Landeskirche in Württemberg.
Er wurde als Sohn eines Pfarrers in Waiblingen geboren und besuchte das Eberhard-Ludwigs-Gymnasium in Stuttgart.
Nach seinem Theologiestudium und Vikariat trat er seine erste Pfarrstelle in Reubach (Dekanat Blaufelden) an. 1969 kam er als Dekan nach Crailsheim, wo er bis 1981 blieb.
Von 1978 bis 1990 war er Landesvorsitzender von Evangelium und Kirche und von 1981 bis 1992 Leiter der kirchlichen Lehrgänge für den Pfarrdienst am landeskirchlichen Studienzentrum Haus Birkach in Stuttgart. 1992 ging er in den Ruhestand.